# Les Bois noirs
Pour les articles homonymes, voir Bois noirs.
Pour plus de détails, voir Fiche technique et Distribution.
Les Bois noirs est un film français réalisé par Jacques Deray, sorti en 1989.

## Synopsis
Violette et Gustave Dupin vont se marier, alors qu'ils ne se connaissent presque pas. Peu après leur installation, Violette voit un côté de la personnalité de son mari qu'elle ne soupçonnait pas. Elle sympathise ensuite avec le frère de Gustave, qui ne le voit pas d'un bon œil.

## Fiche technique
- Titre : Les Bois noirs
- Réalisation : Jacques Deray, assisté de Robert Kechichian
- Scénario : Pascal Bonitzer et Jacques Deray d'après le roman de Robert Margerit, Le Château des bois noirs
- Production : Guy Amon, Eric Heumann, Jean Labadie et Stéphane Sorlat
- Musique : Romano Musumarra
- Photographie : Carlo Varini
- Montage : Hugues Darmois
- Décors : François de Lamothe
- Costumes : Martine Rapin
- Pays d'origine :  France
- Format : Couleurs - Mono
- Genre : drame
- Durée : 98 minutes
- Date de sortie : 1989

## Distribution
- Béatrice Dalle : Violette
- Philippe Volter : Gustave
- Stéphane Freiss : Bastien
- Geneviève Page : Nathalie Dupin
- Michel Duchaussoy : Le juge d'instruction
- Hervé Laudière : Antoine
- Jenny Clève : Anna Bourderias
- Pierre Vial : Dr. Charles
- Jacques David : le président Boisset
- Claudine Delvaux : Rose Charles
- Pierre Romans : le curé